# Échemiré
Échemiré ([eʃmiˈʁe] ) ist eine ehemalige französische Gemeinde mit 554 Einwohnern (Stand: 1. Januar 2022) im Département Maine-et-Loire in der Region Pays de la Loire. Sie gehörte zum Arrondissement Saumur. Die Bewohner werden Echemiréens und Echemiréennes genannt.
Der Erlass des Präfekten vom 10. Juli 2015 legte mit Wirkung zum 1. Januar 2016 die Eingliederung von Échemiré als Commune déléguée gemeinsam mit 14 weiteren Orten zur Commune nouvelle Baugé-en-Anjou fest.

## Geografie

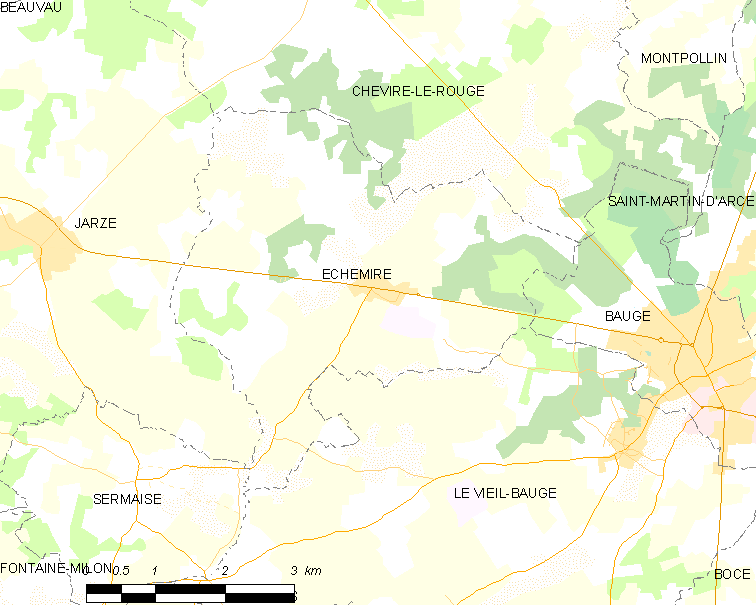
Karte von Échemiré

Échemiré liegt etwa 30 Kilometer ostnordöstlich von Angers, etwa 58 Kilometer südsüdwestlich von Le Mans und etwa 33 Kilometer nordnordwestlich von Saumur in der Région naturelle des Baugeois. Das Ortsgebiet liegt im Pariser Becken teilweise auf einer Hochebene mit Höhen bis 89 m. Das Zentrum befindet auf etwa 68 m Höhe. Im nordwestlichen Teil des Ortsgebiets erhebt sich ein Hügel mit 101 m Höhe, die höchste Erhebung von Échemiré. Échemiré wird hauptsächlich vom Ruisseau du Molinet, das das Ortsgebiet im Westen begrenzt, sowie vom Ruisseau du Moulin entwässert. Zwischen Échemiré und der östlich gelegenen Commune déléguée Baugé dehnt sich der Forêt de Baugé aus.
Umgeben wird Échemiré von zwei Nachbargemeinden und drei Communes déléguées von Baugé-en-Anjou:
|                | Cheviré-le-Rouge (Commune déléguée)         |                          |
| Jarzé Villages | Kompassrose, die auf Nachbargemeinden zeigt | Baugé (Commune déléguée) |
| Sermaise       | Le Vieil-Baugé (Commune déléguée)           |                          |

## Toponymie und Geschichte
Der Name des Ortes erschien in folgenden Formen:
Scameratum (9. Jahrhundert), Curtis Aschimiriaci (1060–1080), Eschimiriacus (1077 und 1088), Eschemiriacus (1088 und 1154), Schimiriacus (1095–1101), Chimiriacus (1174), Parochia de Chemire (1225), Eschemiré (1793), Echemiré (1801).
Auf steinzeitliche Besiedelung weist der Menhir Pierre du Coq et la Poule hin. Der Ort wurde im 9. Jahrhundert mit einer einfachen Kirche gegründet, dessen Name auf eine Villa Scameratum zurückgeht. Vor dem 11. Jahrhundert existierte eine Pfarrgemeinde rund um eine Burg. Benediktinermönche gründeten in dieser Zeit ein Priorat, dessen Gebäude noch heute existieren, mit einer Kapelle, die dem heiligen Bibianus von Saintes geweiht ist.
Die Gemeinde Rigné wurde im Jahre eingemeindet.

## Bevölkerungsentwicklung
| Échemiré: Einwohnerzahlen von 1793 bis 2020                                                                                | Échemiré: Einwohnerzahlen von 1793 bis 2020 | Échemiré: Einwohnerzahlen von 1793 bis 2020 | Échemiré: Einwohnerzahlen von 1793 bis 2020 | Échemiré: Einwohnerzahlen von 1793 bis 2020 |
| --- | ------------------------------------------- | ------------------------------------------- | ------------------------------------------- | ------------------------------------------- |
| Jahr |                                             |                                             |                                             | Einwohner                                   |
| 1793 | 1793                                        |                                             | 603                                         | 603                                         |
| 1800 | 1800                                        |                                             | 588                                         | 588                                         |
| 1806 | 1806                                        |                                             | 651                                         | 651                                         |
| 1821 | 1821                                        |                                             | 618                                         | 618                                         |
| 1831 | 1831                                        |                                             | 740                                         | 740                                         |
| 1841 | 1841                                        |                                             | 854                                         | 854                                         |
| 1846 | 1846                                        |                                             | 805                                         | 805                                         |
| 1851 | 1851                                        |                                             | 790                                         | 790                                         |
| 1856 | 1856                                        |                                             | 805                                         | 805                                         |
| 1861 | 1861                                        |                                             | 771                                         | 771                                         |
| 1866 | 1866                                        |                                             | 827                                         | 827                                         |
| 1872 | 1872                                        |                                             | 801                                         | 801                                         |
| 1876 | 1876                                        |                                             | 768                                         | 768                                         |
| 1881 | 1881                                        |                                             | 758                                         | 758                                         |
| 1886 | 1886                                        |                                             | 784                                         | 784                                         |
| 1891 | 1891                                        |                                             | 737                                         | 737                                         |
| 1896 | 1896                                        |                                             | 728                                         | 728                                         |
| 1901 | 1901                                        |                                             | 717                                         | 717                                         |
| 1906 | 1906                                        |                                             | 693                                         | 693                                         |
| 1911 | 1911                                        |                                             | 677                                         | 677                                         |
| 1921 | 1921                                        |                                             | 595                                         | 595                                         |
| 1926 | 1926                                        |                                             | 559                                         | 559                                         |
| 1931 | 1931                                        |                                             | 552                                         | 552                                         |
| 1936 | 1936                                        |                                             | 544                                         | 544                                         |
| 1946 | 1946                                        |                                             | 616                                         | 616                                         |
| 1954 | 1954                                        |                                             | 639                                         | 639                                         |
| 1962 | 1962                                        |                                             | 581                                         | 581                                         |
| 1968 | 1968                                        |                                             | 530                                         | 530                                         |
| 1975 | 1975                                        |                                             | 466                                         | 466                                         |
| 1982 | 1982                                        |                                             | 462                                         | 462                                         |
| 1990 | 1990                                        |                                             | 491                                         | 491                                         |
| 1999 | 1999                                        |                                             | 466                                         | 466                                         |
| 2006 | 2006                                        |                                             | 577                                         | 577                                         |
| 2013 | 2013                                        |                                             | 595                                         | 595                                         |
| 2020 | 2020                                        |                                             | 590                                         | 590                                         |
| Quelle(n): EHESS/Cassini bis 1999, INSEE ab 2006 Anmerkung(en): Ab 1962 offizielle Zahlen ohne Einwohner mit Zweitwohnsitz |                                             |                                             |                                             |                                             |

## Kultur und Sehenswürdigkeiten
Der helle Kalkstein der Gegend (tuffeau) ist als Baumaterial für Kirchen, Schlösser und Bauernhäuser verbreitet. Bedeutendste Sehenswürdigkeit ist das im Wald Richtung Baugé stehende Menhirpaar Pierre du Coq et la Poule, das seit 1979 als Monument historique klassifiziert ist.
Die Pfarrkirche Saint-Martin stammt aus dem frühen 12. Jahrhundert. Ihr Chor, das Querschiff mit zwei Apsidiolen und der Kirchturm sind seit 1969 als Monument historique klassifiziert.
Das Schloss im Weiler La Grifferaie wurde 1865 vom Architekten Bibard für Louis d’Andigné erbaut, das Schloss im Weiler La Roussière ab 1830.
Das Herrenhaus im Weiler La Cour du Moulin wie das Herrenhaus im Weiler Le Haut Mince datieren aus dem 15. Jahrhundert, die Herrenhäuser im Weiler Les Rochettes, im Weiler Montchauvon und das im Dorfzentrum aus dem 16. Jahrhundert.
Das Oratorium Notre-Dame, genannt „Kapelle Notre-Dame“, wurde im 17. Jahrhundert errichtet. Das Pfarrhaus stammt ebenfalls aus dem 17. Jahrhundert.
Weiterhin beherbergt der Ort ein Waschhaus am Feldrand und eine Tontöpferei im ehemaligen gegen 1830 errichteten Wohnhaus des als Général Tranquille bekannt gewordenen Jean Châtelain, der in der Chouannerie, dem bewaffneten Widerstand königstreuer Katholiken gegen die Erste Französische Republik, kämpfte.

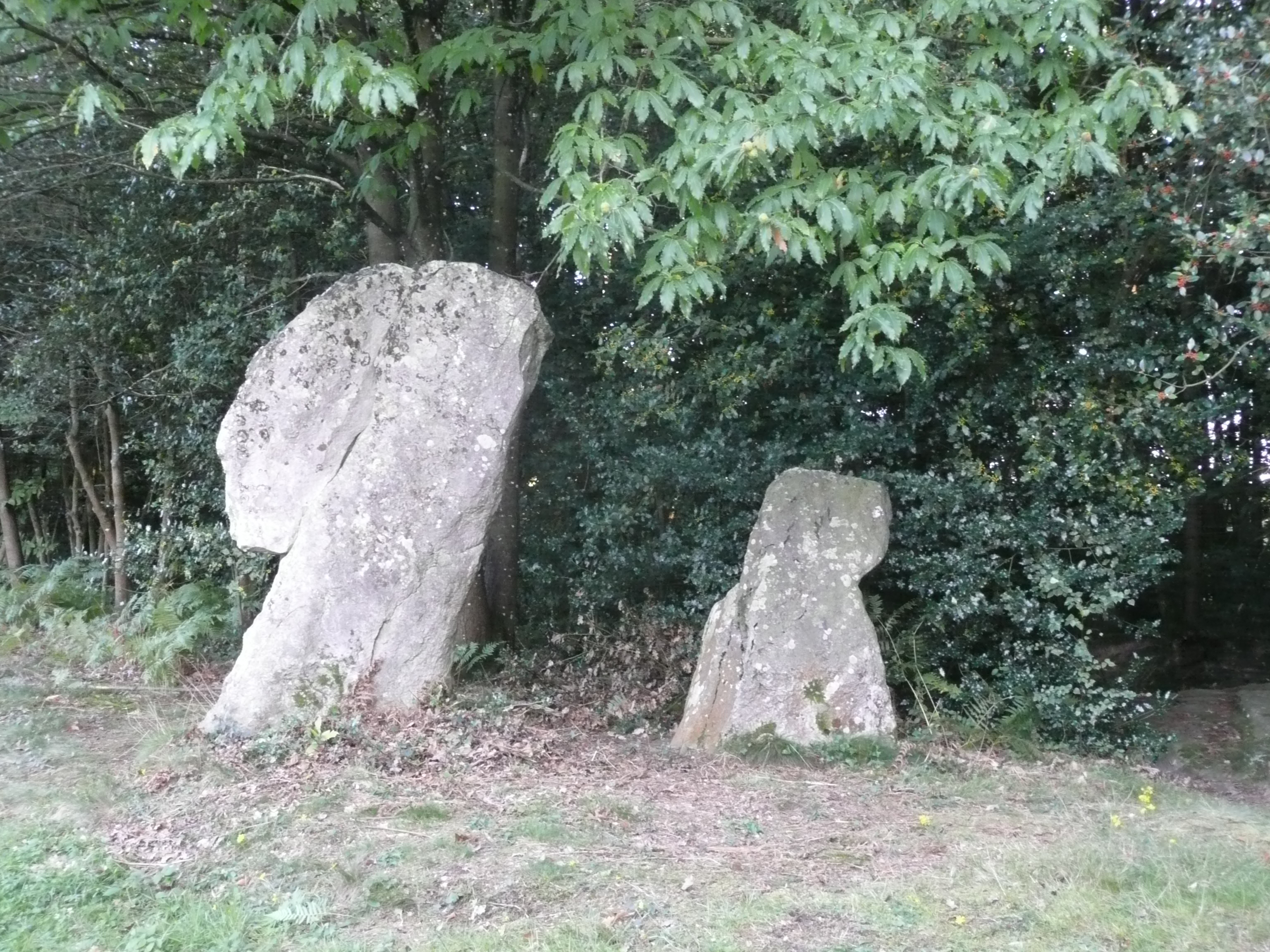
Pierre du Coq et la Poule (links der Hahn, rechts das Huhn)
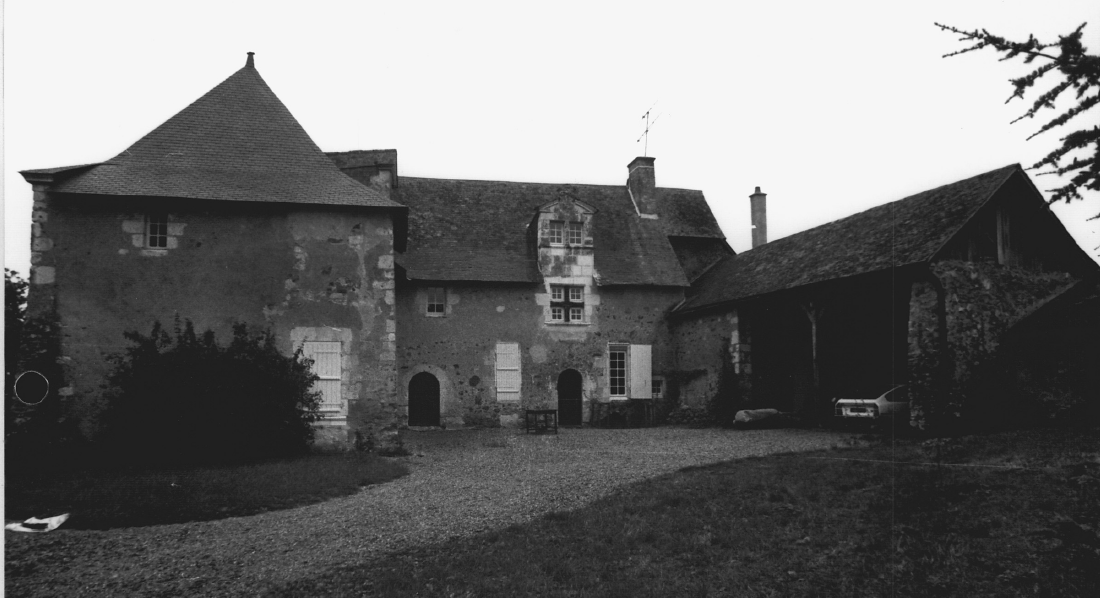
Herrenhaus im Weiler Le Haut Mince
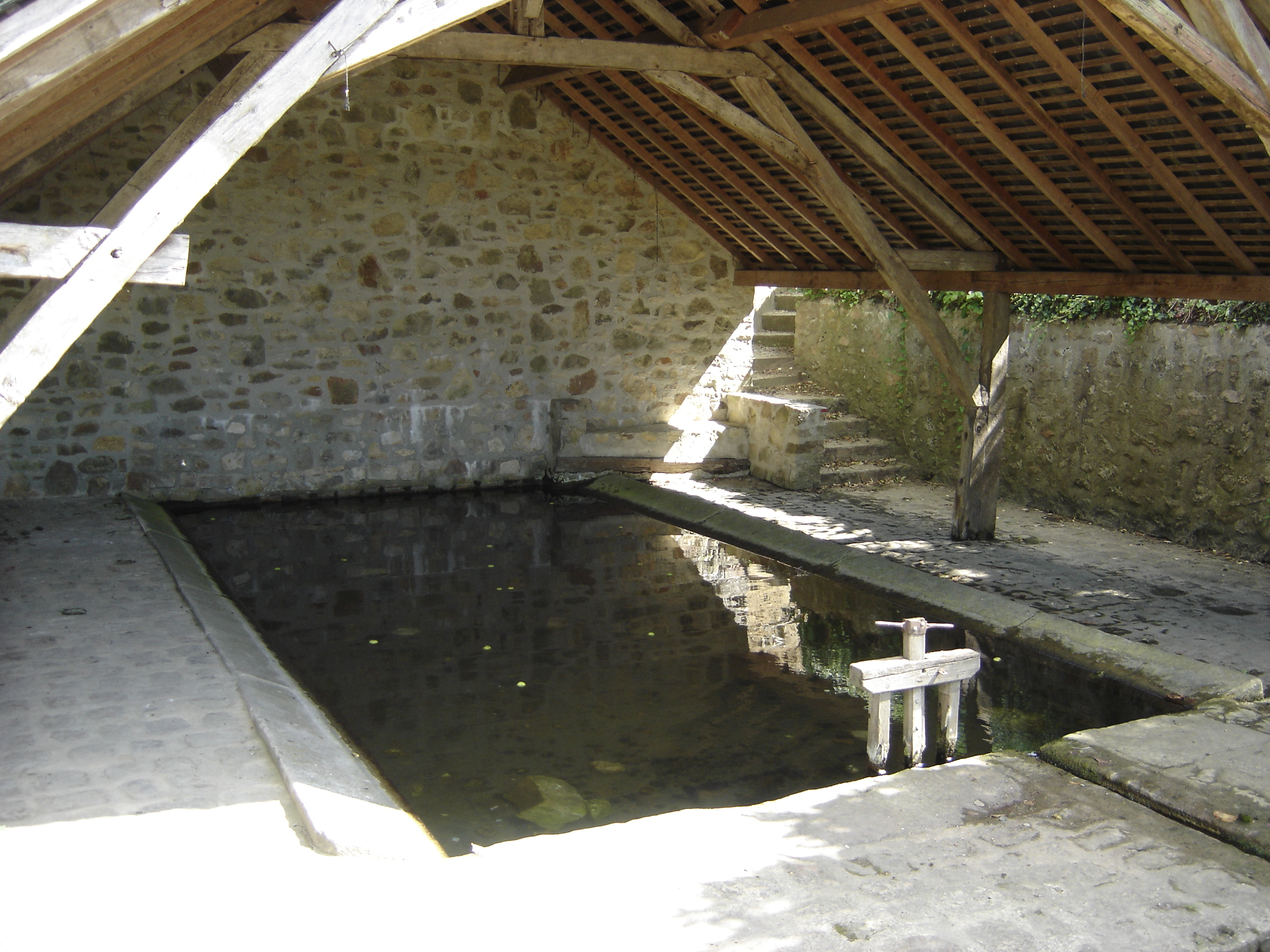
Waschhaus

## Persönlichkeiten
- Jean Châtelain (1765–1848), einer der Anführer in der Chouannerie, verstorben in Échemiré
- Hugues Quester (* 1948), französischer Schauspieler, geboren in Échemiré